# Gare du Crotoy
La gare du Crotoy est une gare ferroviaire française, terminus de la ligne de Noyelles-sur-Mer au Crotoy, située sur le territoire de la commune du Crotoy, dans le département de la Somme, en région Hauts-de-France.
C'est une gare du Chemin de fer de la baie de Somme desservie par des trains touristiques réguliers et des trains spéciaux.

## Situation ferroviaire
Établie à 5 mètres d'altitude, la gare du Crotoy est située sur la ligne de Noyelles-sur-Mer au Crotoy, une ligne des Chemins de fer départementaux de la Somme reprise par le Chemin de fer de la baie de Somme (CFBS), à voie métrique, non électrifiée. La gare se situe "en impasse".
La gare possède trois voies ainsi qu'une voie de débord contournant le bâtiment voyageurs par la cour, une plaque tournante manuelle, une remise pour locomotives ainsi que des installations pour ravitailler les locomotives à vapeur en charbon et eau.

Carte du réseau CFBS.
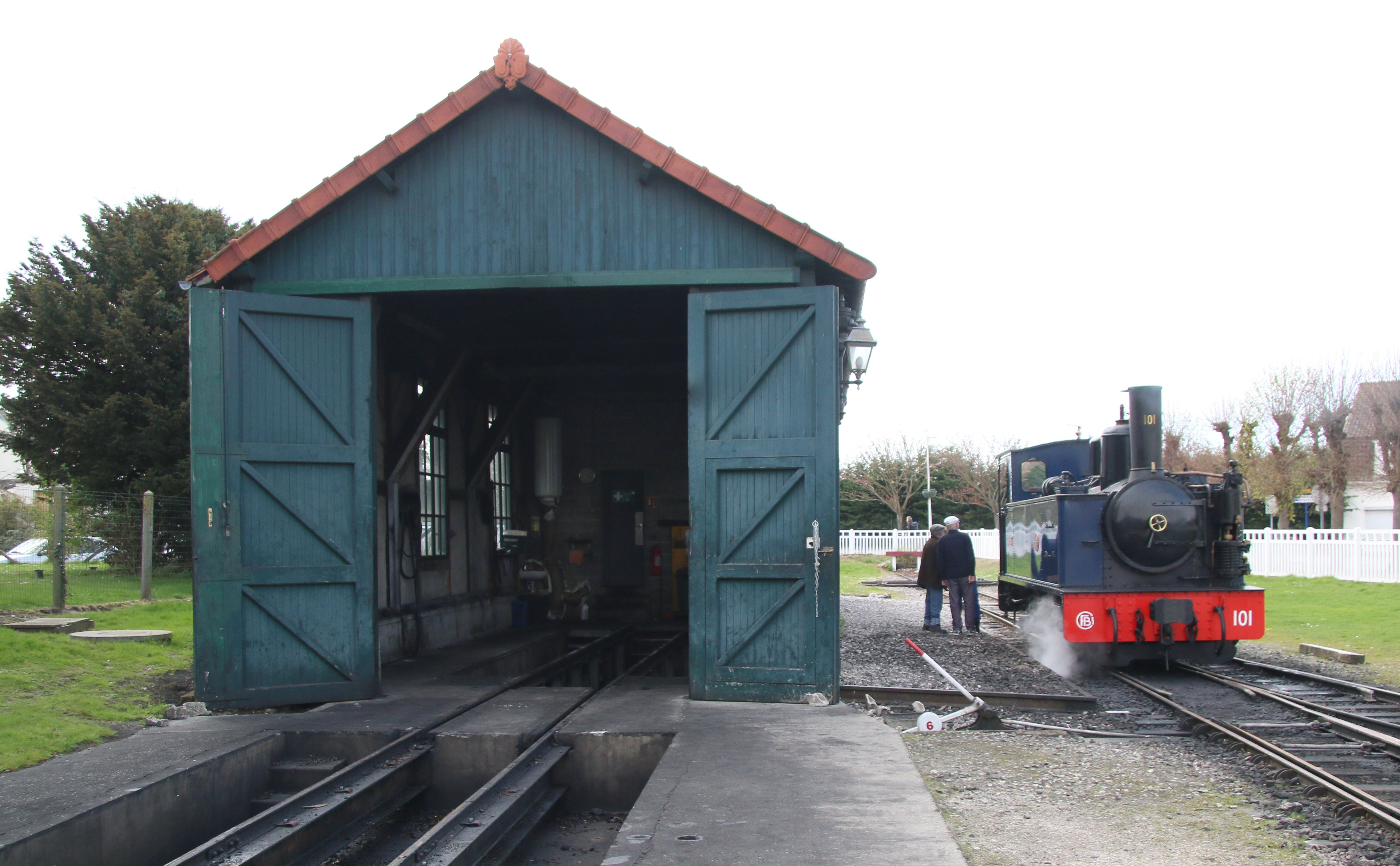
La remise à locomotives.

## Histoire
La gare du Crotoy est mise en service le 1er juillet 1887, par la Société générale des chemins de fer économiques (SE) lorsqu'elle ouvre à l'exploitation la ligne à écartement métrique de Noyelles au Crotoy du réseau des Chemins de fer départementaux de la Somme.
Cinquante ans plus tard, en 1937, la gare est rénovée.
Le 31 décembre 1969, face à la concurrence de la route, malgré des protestations locales pour la sauvegarde de la ligne Noyelles - Le Crotoy, celle-ci a été fermée, ce qui a entraîné la fermeture de la gare. Mais, en 1970/1971, des bénévoles veulent sauver cette ligne ferroviaire et ainsi rouvrir la gare. Ces bénévoles fondent l'association du Chemin de fer de la baie de Somme et sont parvenus, en assurant l'entretien des voies et autres installations de la ligne, à rouvrir la gare le 4 juillet 1971. Les trains sont composés d'anciennes voitures voyageurs tractées par des locomotives à vapeur. Il s'agit d'un chemin de fer touristique. Cette année-là, la gare a accueilli environ 2 000 voyageurs.
Depuis la ligne rencontre un grand succès et le CFBS est devenu un acteur majeur du développement touristique de la Côte Picarde mais aussi de la préservation du patrimoine ferroviaire.

## Service des voyageurs

### Accueil
Gare CFBS, elle dispose d'un bâtiment voyageurs, ouvert les jours de circulation des trains. Un guichet permet l'achat des titres de transports pour les trains CFBS. Elle est équipée de toilettes accessibles aux personnes à la mobilité réduite.  Une boutique CFBS (souvenir, carte postale, livre, DVD…), ainsi qu'un petit musée des chemins de fer départementaux sont présents en gare.

### Desserte

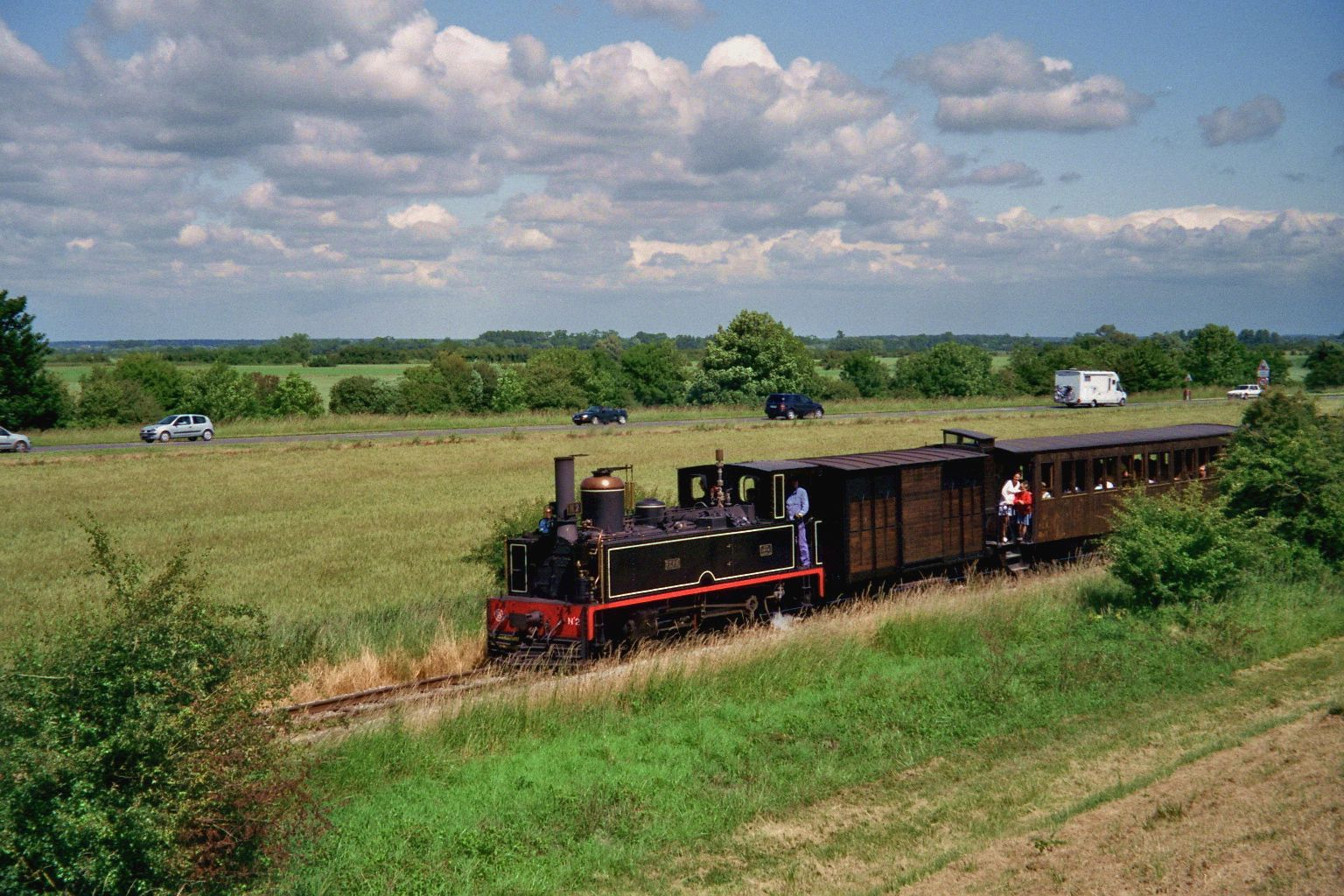
Train vapeur peu avant Le Crotoy.

Suivant les saisons touristiques, la gare peut être fermée plusieurs jours voire plusieurs mois, ou quand elle est ouverte, n'avoir que quatre arrivées/départs par jour jusqu'à une dizaine d'arrivées/départs par jour, là aussi selon la fréquentation touristique. Les trains sont majoritairement en provenance / au départ de Saint-Valery-sur-Somme, avec des arrêts à Morlay et Noyelles-sur-Mer.

### Intermodalité
Un parking gratuit est aménagé près du bâtiment voyageurs. Un espace permettant l'arrêt des autocars est également présent devant la gare.